# Corentin Moutet
Corentin Moutet (n. 19 aprilie 1999, Neuilly-sur-Seine, Île-de-France, Franța) este un jucător profesionist francez de tenis. Cea mai bună clasare a sa la simplu este locul 51 mondial, în noiembrie 2022, iar la dublu locul 425 mondial, în iunie 2017. Moutet a câștigat 6 turnee ATP Challenger Tour și 5 turnee de simplu pe circuitul ITF.
Moutet și-a făcut debutul pe tabloul principal al circuitului ATP la French Open 2017, după ce a primit un wildcard pentru tabloul principal de dublu alături de Constant Lestienne. Ei i-au învins pe Dustin Brown și Lu Yen-hsun în prima rundă, dar au fost învinși de Jean-Julien Rojer și Horia Tecău în runda a doua.